# 厚背波魚
厚背波魚（学名：Rasbora dorsinotata）為輻鰭魚綱鯉形目鯉科波魚屬的一個種，該物種分布於亞洲湄公河及湄南河，體長可達4.3公分，棲息在中底層水域。